# 阿诺德·豪泽尔
阿诺德·豪泽尔（Arnold Hauser，1892年5月8日—1978年1月28日）是匈牙利作家、艺术史家，出生于蒂米什瓦拉，著有《社会艺术史》（Sozialgeschichte der Kunst und Literatur ）等书。